# Us (ピーター・ガブリエルのアルバム)
『Us』（アス）は、1992年に発表されたピーター・ガブリエルのアルバムである。

## 概要
オリジナル・アルバムとしては1986年の『So』以来6年ぶりで、通算6作目となる。前作の大ヒットに続き、本作も英米を始めとする世界各国でヒットを記録した。
トニー・レヴィンやデヴィッド・ローズといったお馴染みの面々の他にも、ブライアン・イーノ、シネイド・オコナー、ジョン・ポール・ジョーンズ等の豪華ゲストが参加している。
本作からの先行シングル「この夢の果て」は全英24位・全米52位を記録した。その後、「スティーム」（全英10位・全米32位）、「エデンの情熱」（全英43位）、「キス・ザット・フロッグ」（全英46位）がシングル・カットされた。
初回日本盤には、ボーナストラックとして「BASHI-BAZOUK」(インストゥルメンタル)が収録されたが、アーティスト側よりアルバム・コンセプトから逸脱するとのクレームがあり、回収騒ぎとなった。

## 収録曲
全作詞・作曲 : ピーター・ガブリエル
1. 「カム・トーク・トゥ・ミー」 - "Come Talk to Me" – 7:06
2. 「ラヴ・トゥ・ビー・ラヴド」 - "Love to Be Loved" – 5:18
3. 「エデンの情熱」 - "Blood of Eden" – 6:38
4. 「スティーム」 - "Steam" – 6:03
5. 「オンリー・アス」 - "Only Us" – 6:30
6. 「河は流れて」 - "Washing of the Water" – 3:52
7. 「この夢の果て」 - "Digging in the Dirt" – 5:18
8. 「フォーティーン・ブラック・ペインティングス」 - "Fourteen Black Paintings" – 4:38
9. 「キス・ザット・フロッグ」 - "Kiss That Frog" – 5:20
10. 「シークレット・ワールド」 - "Secret World" – 7:03

日本盤ボーナストラック
1. 「BASHI-BAZOUK」 - "Bashi-Bazouk" ※シングル「この夢の果て」のB面曲 – 4:46

## パーソネル
- ピーター・ガブリエル – ボーカル、キーボード、トライアングル (1)、プログラミング (1、2、7–10)、シンセ・ベース (1、3、7、9、10)、パーカッション (2、4、9)、ヴァリハ (2)、ホーン・アレンジ (4)、ハーモニカ (9)、メキシカン・フルート (10)
- トニー・レヴィン – ベース (1–7、10)
- デヴィッド・ローズ – ギター (1、2、4、5、7–10)、12弦ギター (3)、ソロ・ギター (4)
- マヌ・カチェ – ドラム (1、6、7)、エレクトリック・ドラム (2、4、5、10)、パーカッション (10)
- ザ・ババカー・フェイ・ドラマーズ – サバール・ドラム (1、4)
- ドゥドゥ・ンディアイェ・ローズ – プログラミング (1、10)
- デヴィッド・ボトリル – プログラミング (1–4、7、10)、アディショナル・プログラミング (5、9)、スタジオ・エンジニア
- クリス・オームストン – バグパイプ (1)
- ダニエル・ラノワ – シェイカー (1)、ギター (1、10)、アディショナル・ボーカル (1)、ハイハット (3)、ボーカル (3)、ホーン・アレンジ (4)、ドブロ (8、10)
- リチャード・ブレア – キーボード (1)、プログラミング (4、5、7、9)、アディショナル・プログラミング (2、3)
- リヴォン・ミナッシアン –  ドゥドゥク (1、3、8)
- シネイド・オコナー – ボーカル (1、3)
- ディミトリ・ポクロフスキー・アンサンブル – ボーカル (1)
- ホッサム・ラムジー – タブラ (2)、スルド (7)
- ダリル・ジョンソン – ドラム (2)
- ウィリアム・オービット – プログラミング (2)、アディショナル・プログラミング (5)
- ビル・ディロン – ギター (2、5)
- マーク・リヴェラ – アルト・サックス (4、6)
- ブライアン・イーノ – キーボード (2)
- L. シャンカール – ヴァイオリン (2、3、5、8)
- キャロライン・ラヴェル – チェロ (2、6、10)、ストリング・アレンジ (2)
- ウィル・マローン – ストリング・アレンジ (2、6)
- ジョニー・ダラー – ストリング・アレンジ (2、6)
- リチャード・エヴァンス – アディショナル・エンジニア (2)、ミックス・エンジニア (8)、マンドリン (8)
- ガス・イシドア – ブリッジ・ギター (3)
- リチャード・チャペル – ブリッジ・セクション・ミックス (3)
- レオ・ノセンテリ – ギター (4、7)
- ティム・グリーン – テナー・サックス (4、6)
- レジ―・ヒューストン – バリトン・サックス (4、6)
- レナード・ポシェ – トロンボーン (4、6)
- ウェイン・ジャクソン – トランペット (4)、コルネット (6)
- クツィ・エルグネル – ナーイ (5)、シェイカー (4)
- アユブ・オガダ – ボーカル (5、7)
- マルコム・バーン – ホーン・アレンジ (6)、シンセ・チェロ (10)、アディショナル・プロダクション・アイデア (10)
- マーク・ハワード – ホーン・レコーディング (6)
- ババカー・フェイ – ジャンベ (7、8)
- アサン・チャム – タマ (7)、トーキング・ドラム (8)
- ピーター・ハミル – ボーカル (7)
- リチャード・マクフェイル – ボーカル (7)
- ジョン・ポール・ジョーンズ – スルド (8)、ベース (8)、キーボード (8)
- アジド・パン・アフリカン・ダンス・アンサンブル – パーカッション・ループ (9)
- マニー・エリアス – セネガル・シェイカー (9)
- マリリン・マクファーレン – ボーカル (9)